# التوحد يتحدث
التوحد يتحدث هي منظمة توعوية بمرض التوحد في الولايات المتحدة الأمريكية والتي ترعى البحوث التي تجرى على مرض التوحد وتهدف إلى نشر الوعي بين العائلات والحكومة والعامة من خلال إقامة الأنشطة التوعوية أنشأها بوب نائب رئيس شركة الكهرباء العامة وزوجته سوزان في عام 2005م ,وبعد سنة شخص حفيدهم كريستين بأن لديه توحد . وفي ينايرعام 2008م نفسية أصبح جيرالدن دواسن إخصائي العلاج النفسي للأطفال والحاصل على درجة الدكتوراة المتحدث الرسمي للتوحد. وفي أبريل عام 2010 سميت المنظمة يوكن السفارة الأولى العالمية للتوحد. اندمجت المنظمة منذ نشأتها مع ثلاث منظمات أخرى للتوحد موجودة مسبقاً لتجني مليون دولار تنفق على بحوث التوحد. وارتفع مليون دولار لبحث التوحد. وفي عام 2009 فيبراير أتهمت الداعية لحقوق التوحد اليزابيث بكيتو المنظمة أنها تعامل التوحد مثل أي مرض يحتاج لعلاج بدل من ينظر له كحالة مختلفة تحتاج أن تنفهم وتتقبل.وفي الأول من مايو عام 2015م أستقال بوب رايت عن منصب نائب رئيس المنظمة. نجح بوب في مسعاه بمساعدة براين كيلي الذي شغل منصب التدقيق والخدمات العائلية للمنظمة وشريك مؤسس لعقارات استرين. بقي كلاً من بوب رايت وزوجته كمؤسسين مشاركين في المجلس.

## روابط خارجية
- الموقع الرسمي
- "Autism Genetic Resource Exchange". مؤرشف من الأصل في 2008-05-11. اطلع عليه بتاريخ 2008-05-29.
- "Autism Tissue Program". مؤرشف من الأصل في 2008-05-09. اطلع عليه بتاريخ 2008-05-29.